# Sitges
Sitges is een badplaats en gemeente in de Spaanse regio Catalonië, in de provincie Barcelona, met 28.478 inwoners (1 januari 2016), een bevolkingsaantal dat in de zomer aanzienlijk toeneemt.
Sitges ligt op ruim 30 kilometer afstand van Barcelona. Het stadje is erg populair onder de Barcelonese stadsbevolking voor een bezoek in het weekend. Sitges heeft zijn historische, maar kleine, centrum weten te behouden, waardoor het een van de mooiste plekken van de Spaanse kust wordt genoemd. 
De gemeente Sitges omvat behalve het stadje Sitges zelf ook de plaatsen Garraf en Les Botigues de Sitges. 

## Demografische ontwikkeling
Bron: INE; 1857-2011: volkstellingen
Opm.: In 1857 werd de gemeente Jafra geannexeerd

## Toerisme
Sitges is sinds eind jaren 70 een van de populairste Europese vakantiebestemmingen voor de lgbt-gemeenschap. In het stadje zijn enkele tientallen gaybars, discotheken en clubs te vinden. Naar verluidt was een van de eerste homostranden in de wereld in Sitges, het Platja de l'Home Mort dat al in de jaren '30 van de 20e eeuw bezocht werd door homoseksuelen. In 2006 werd aan het strand een homomonument opgericht en sinds 2010 wordt jaarlijks in de maand juni een Gay Pride Parade georganiseerd.
Museu Cau Ferrat is een museum dat vroeger het huis van schrijver en schilder Santiago Rusínyol was. Hij doneerde zijn woning met zijn collecties aan de stad; werken van Miguel Utrillo, Ramón Casa, Picasso en El Greco.
Museu Maricel ligt aan het musea Cau Ferrat en bevat een mooie verzameling middeleeuwse kunst en kunst van locale kunstenaars van de romantiek tot in de 20ste eeuw.

## Cultuur
Het 'Festa Major' (het grote dorpsfeest) rond 23 en 24 augustus is erg populair. Op de avond van 23 augustus vindt er dan een groot vuurwerk plaats boven de kerk en zee. Dit vuurwerk trekt altijd tienduizenden bezoekers. Op 22 september wordt dat dan nog eens overgedaan tijdens het feest van Santa Tecla. Sinds 1967 wordt er jaarlijks het Filmfestival van Sitges (Spaans: Festival de Cine de Sitges) gehouden, maar het populairste evenement is het carnaval, dat door mensen uit de wijde omgeving wordt bezocht.

## Geboren
- Francisco Valera (1974), Spaans golfprofessional

## Overleden
- Miquel Utrillo i Morlius (1862-1934), Spaans ingenieur, schilder en kunstcriticus uit Catalonië
- Juan Jover (1903-1960), Spaans Formule 1-coureur

## Foto's

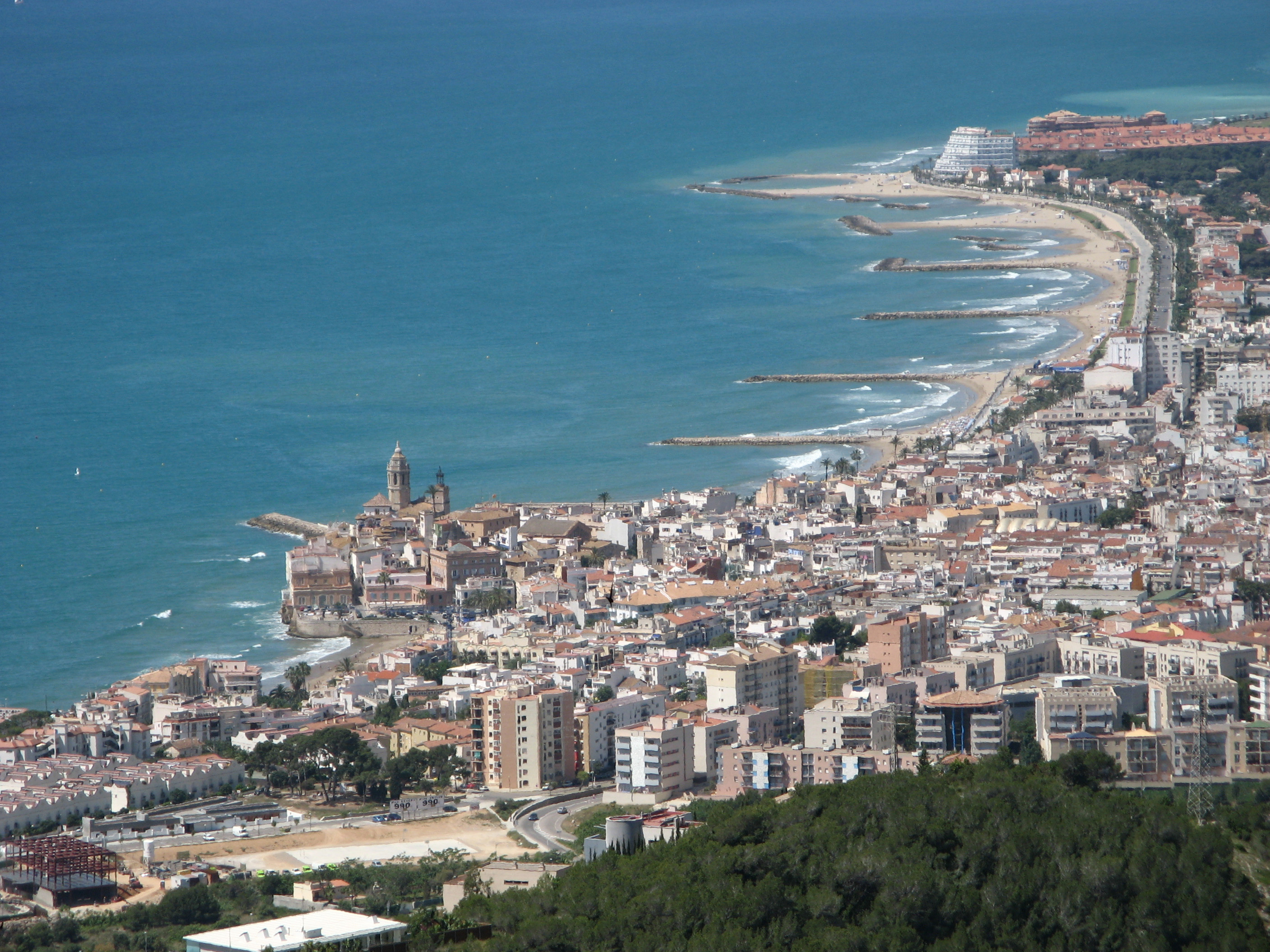
Sitges
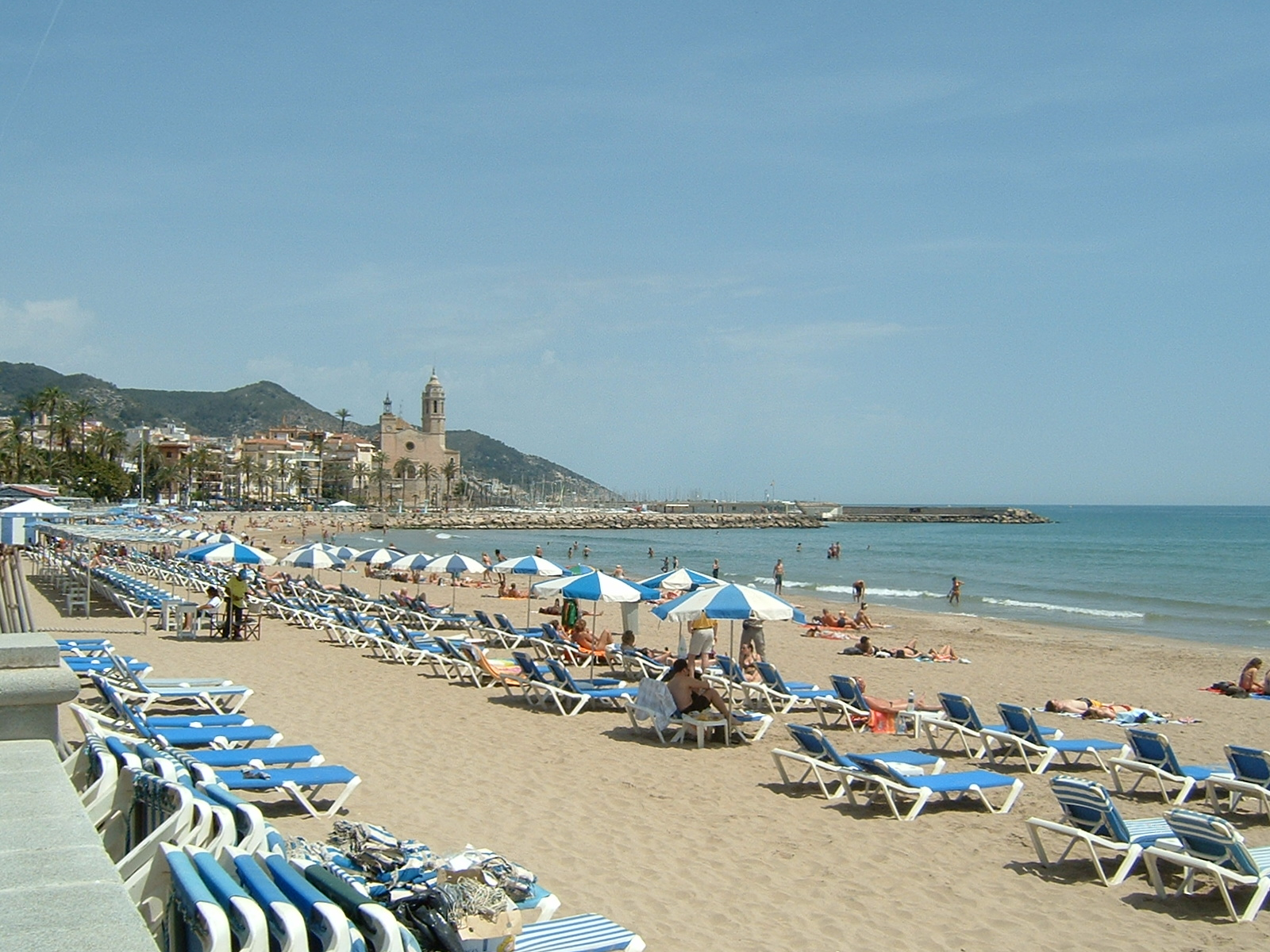
Strand
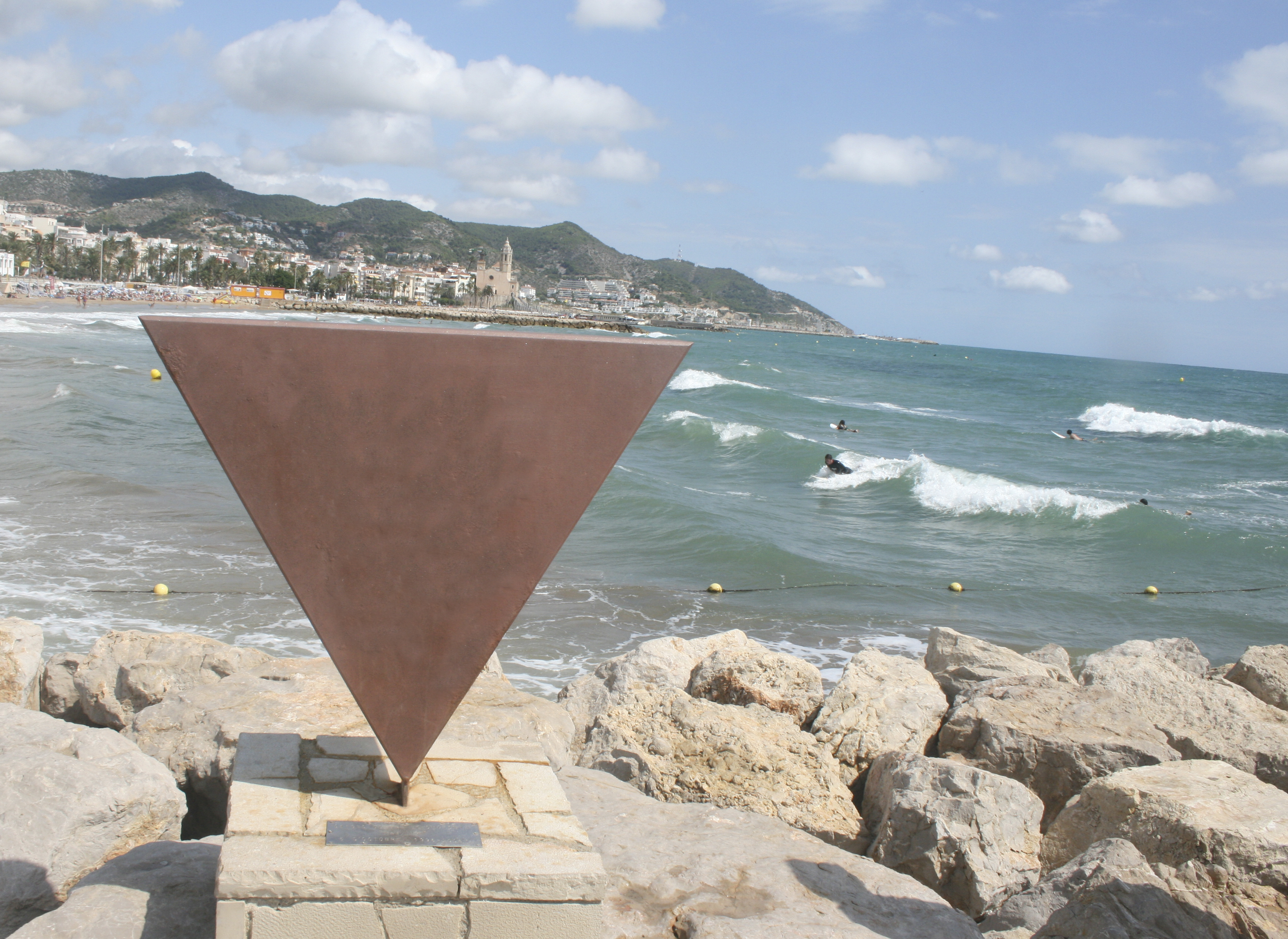
Homomonument
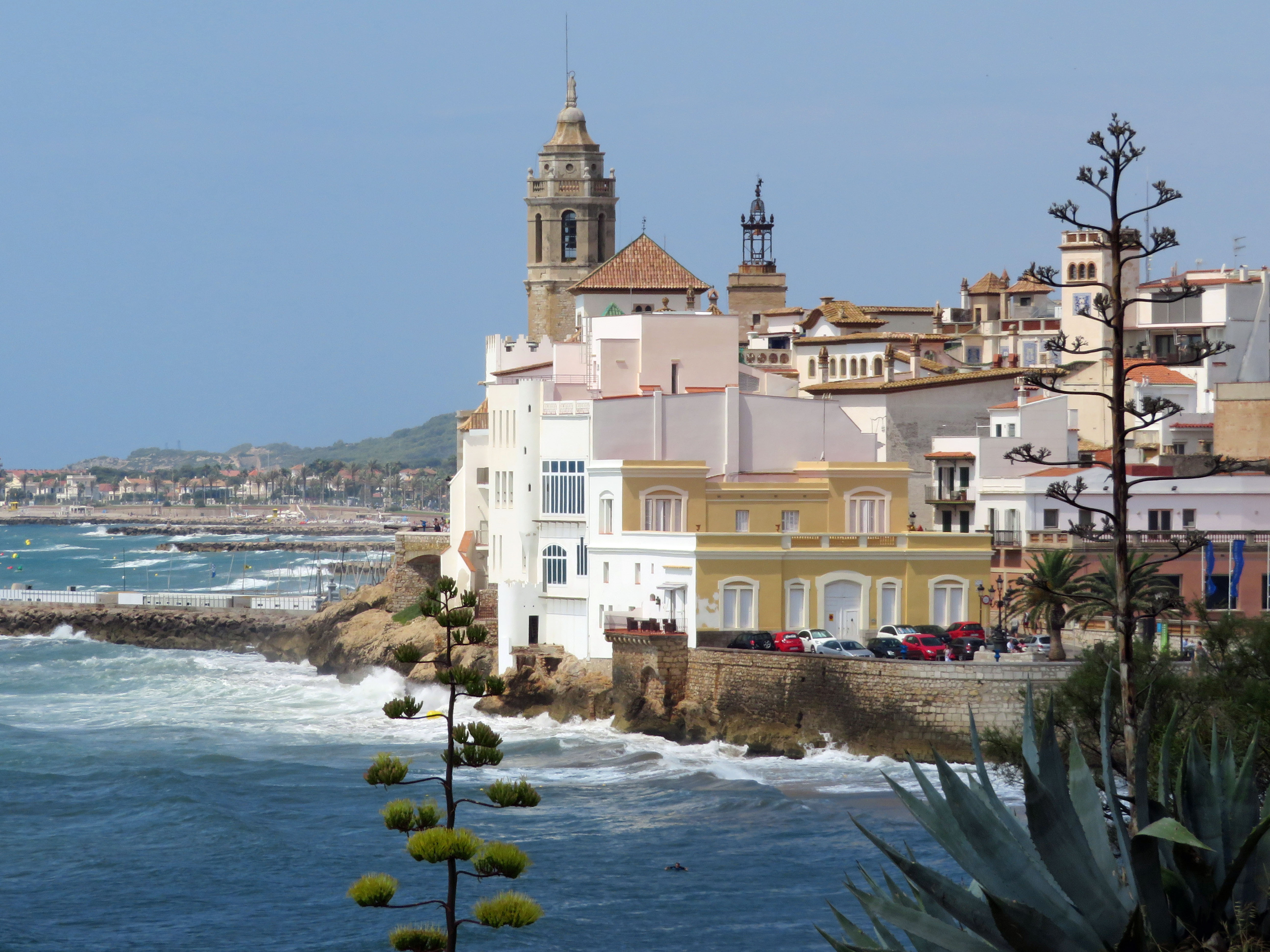
Zicht op La Punta